# Conscience (The Beloved)
Conscience è un album del 1993 del gruppo musicale britannico pop / dance The Beloved. Si tratta del primo long playing realizzato dalla band come duo formato da marito e moglie, Jon Marsh e Helena Marsh, del secondo realizzato dalla band come duo, del terzo album di inediti di studio e del quarto in generale (incluso l'album di remix Blissed Out del 1991) dall'epoca della formazione originaria. Quando esce il disco, il gruppo è ormai per lo più conosciuto semplicemente come Beloved (senza l'articolo iniziale The).

## Il disco
Il lavoro raggiunge il Numero 2 nella classifica britannica degli album e include Sweet Harmony, primo estratto dal nuovo 33 giri, e primo e unico singolo nella storia della band a entrare nella Top Ten in Gran Bretagna, arrivando fino al Numero 8. In entrambi i casi, si tratta del piazzamento più alto ottenuto dal gruppo nella madrepatria, sia con un album che con un singolo. I brani del nuovo disco sono tutti composti da marito e moglie, ma Helena compare raramente nei video e nelle esibizioni live e promozionali del gruppo, anche se è una presenza fissa nelle interviste sulle riviste musicali e sulle foto pubblicitarie, in virtù della sua naturale bellezza.
La band incontra qualche difficoltà relativamente al videoclip girato per il primo singolo, Sweet Harmony, che ritrae Marsh completamente nudo, in mezzo a un gruppo di donne, anch'esse nude (anche se le riprese fanno in modo di non mostrare nulla che possa far incappare il video in una censura spietata). Tra le protagoniste in deshabillé di questa clip, c'è la presentatrice TV britannica Tess Daly. Sweet Harmony, utilizzata originariamente per promuovere la seconda stagione della popolare serie TV statunitense Melrose Place in alcuni paesi europei, tra cui l'Italia, viene utilizzata da allora anche per la pubblicità del grande magazzino anglo-irlandese Homebase.
L'album produce diversi altri singoli, ma mentre Sweet Harmony diventa in assoluto la più grande hit internazionale per il gruppo, raggiungendo, come accennato, il Numero 8 nel Regno Unito, nel gennaio 1993, le altre quattro tracce estratte dall'LP, pubblicate su tre singoli, uno dei quali doppio lato A, non riescono a eguagliare quel successo, con Celebrate Your Life/You've Got Me Thinking che raggiunge il Numero 23, Outerspace Girl che non va oltre il Numero 38, e l'ultimo singolo, Rock to the Rhythm of Love, che non entra nemmeno in classifica.
Quest'ultimo brano viene eseguito dal vivo al Gay Pride svoltosi a Londra nel 1994, durante le ore pomeridiane di un concerto iniziato la mattina presto e chiuso a tarda notte da Boy George. Il cantante storico dei Culture Club, all'interno del suo progetto parallelo Jesus Loves You, viene considerato, proprio insieme a Jon Marsh e al suo gruppo, come uno degli iniziatori della cosiddetta rivoluzione dance dei primi anni novanta. Non a caso, molti dei musicisti che hanno dato vita ai Jesus Loves You, in particolare il chitarrista John Themis e il tastierista Richard Cottle, ricompaiono, poco dopo, proprio sull'album dei Beloved del 1993, a cui collabora anche un vero e proprio genio dell'elettronica, Robert Fripp, che si occupa dei suoni dell'intero disco.

## Tracce

### Album
Tutti i brani composti da Jon Marsh & Helena Marsh.
1. Spirit - 4:44
2. Sweet Harmony - 5:00
3. Outerspace Girl - 4:46
4. Lose Yourself in Me - 4:32
5. Paradise Found - 7:16
6. You've Got Me Thinking - 4:07
7. Celebrate Your Life - 5:31
8. Rock to the Rhythm of Love - 4:30
9. Let the Music Take You - 5:01
10. 1000 Years from Today - 5:17
11. Dream On - 6:22

### EPSweet Harmony
1. Sweet Harmony («Conscience» Radio Edit)
2. Sweet Harmony («Live the Dream» Mix)
3. Sweet Harmony («Come Together and Consolidate» Radio Edit) *
4. Sweet Harmony («Come Together and Consolidate» Extended Mix) *
5. Sweet Harmony («Sweet Sensation» Mix) +
6. Sweet Harmony («Tout de Suite» Dub Mix) +
7. Dream On (LP version)

## Singoli estratti dall'album
- 8 gennaio 1993 - Sweet Harmony (UK numero 8)
- 2 marzo 1993 - Celebrate Your Life / You've Got Me Thinking [singolo doppio lato A] (UK numero 23)
- luglio 1993 - Outerspace Girl (UK numero 38)
- 1993 - Rock to the Rhythm of Love (UK -)

## Credits

### Band
- Jon Marsh: tastiere, voce, programmazione, musica, testi, produzione; produzione e missaggio EP
- Helena Marsh: musica, testi, produzione; produzione e missaggio EP

### Musicisti
- Miles Bould: percussioni numero 1, 5, 6, 9, 11
- Dave Clayton: pianoforte numero 6, 10; tastiere fx numero 2, 8; tastiere supplementari numero 10
- Richard Cottle: organo Hammond numero 1, 5; tastiere fx numero 2; tastiere supplementari numero 9
- Nigel Hitchcock: sassofono numero 2
- Ed Shearmur: arrangiamento archi numero 1, 6; tastiere aggiuntive numero 6
- Tony Smith: chitarra numero 7
- Neil Taylor: chitarra numero 1, 4, 9, 10, 11
- John Themis: chitarra acustica numero 6, liuto numero 2, chitarra supplementare numero 1, 9
- Paul Waller: programmazione batteria numero 5, 6; programmazione batteria supplementare numero 1, 3, 4, 7, 9, 11
- Gavyn Wright: direttore orchestra numero 1, 6
- Derek Green, Beverley Skeete: cori numero 1, 2, 5, 6, 7, 10
- Linda Lewis, Paul Lewis, Shirley Lewis: cori numero 3, 8, 9, 11
- Sylvia Mason-James: cori ad-lib numero 7, cori numero 1, 2, 5, 6, 7, 10

### Produzione e registrazione
- Ren Swan: registrazione e missaggio; tecnico del suono su +
- Paul Wright: registrazione
- Matt Ellard: assistente tecnico del suono
- Steve Fitzmaurice, Dominique Brethes, Steve McLaughlin: registrazioni supplementari
- Sarm West Studios: studio di registrazione principale (marzo-luglio 1992)
- Wolf Studio, Abbey Road: studi di registrazione secondari
- Mark Pistel, Philip Steir per Mindless Productions: post-produzione su *
- Craig Silvey: tecnico del suono su *
- PRIO: tecnico del suono digitale su *
- Adam & Eve, Peace Bisquit: produzione supplementare su +

### Staff
- Bob Linney: artwork
- Me Company: layout
- Chris Morrison / CMO: management (UK)
- Bill Coleman / Peace Bisquit: management (USA)
- EMI/Virgin Music Ltd/Warner Music Ltd: edizioni musicali
- EastWest, Atlantic, EMI/Virgin Music, CMO, Sarm West, Sharon Addison, Bill Coleman, Andy Delaney, Matt Ellard, Marc Fox, Bob Linney, Chris Morrison, Martyn Phillips, Ren Swan, Lola Weidner, Monty Whitebloom, Paul Wright: ringraziamenti speciali

## Classifiche
| Paese (1993) | Posizione più alta |
| ------------ | ------------------ |
| UK           | 2                  |

## Dettagli pubblicazione

### Album
| Paese    | Data | Etichetta | Formato | N° Catalogo  |
| Germania | 1993 | EastWest  | CD      | 4509-91483-2 |
| Francia  |      |           |         | CA 851       |
| USA      |      | Atlantic  | CD/MC   | 82457        |

### EP
| Paese | Data      | Etichetta | Formato | N° Catalogo |
| USA   | 1992-1993 | Atlantic  | EP      | 85759-2     |